# Drosera magnifica
Drosera magnifica е вид росянка – ендемичен вид за Пико Падре Анхело (1500 – 1530 м.н.в.) в източната част на щата Минас Жерайс в югоизточна Бразилия. Видът е насекомояден; вирее върху песъчливи участъци сред тревиста и храстова растителност. Това е един от трите най-големи вида в род Drosera, като другите два са D. regia, обитаващ Южна Африка, и D. gigantea, обитаващ западния бряг на Австралия.
Видът Drosera magnifica бива открит за науката през 2015 г. чрез изображения, появили се в социалната мрежа Фейсбук. Видът е близък до видовете D. graminifolia и D. spiralis, и се смята за критично застрашен вид. Бразилия е местообитание на около 30 вида от род росянки.
Отличителната черта на Drosera magnifica е съцветието с форма the свещник. Въпреки че растението произвежда голям брой семена, при теренните проучвания не са открити следи от разсад. Вместо това, младите филизи израстват от стъблата или корените на по-старите растения.

## История на откриването
Екземпляри от вид са открити от производителя на орхидеи Реджиналдо Васконселос, който през 2012 година публикува във Фейсбук снимка на растението. Едно година по-късно ботаникът Пауло Гонела от Института по биологически науки в Университета на Сао Пауло се натъква на изображението и осъзнава, че растението не принадлежи към никой от познатите видове. След проучвателна експедиция в планината, описанието на вида е публикувано в ботаническото списание Phytotaxa.
Drosera magnifica се отличава като първия растителен вид, който бива открит чрез изображения, публикувани в социалните мрежи. Точните детайли за мястото на находището му дава възможност на професионални ботаници да посетят мястото, да съберат материал и да направят снимки, и така да извършат описание на вида.